# ماریا ژوانا
ماریا ژوانا (پرتغالی: Maria Joana؛ زادهٔ ۲۷ ژوئیهٔ ۱۹۸۶) بازیگر اهل برزیل است.
از فیلم‌ها یا مجموعه‌های تلویزیونی که وی در آن‌ها نقش داشته‌است، می‌توان به لیلیهامر اشاره نمود.